# 58ns Premis Grammy
Els 58è Premis Grammy es van celebrar el 15 de febrer de 2016 al Staples Center a Los Angeles. La cerimònia va reconèixer els millors enregistraments, composicions i artistes de l'any d'elegibilitat, que va ser de l'1 d'octubre de 2014 al 30 de setembre de 2015. La cerimònia de "predifusió", coneguda oficialment com la cerimònia d'estrena, en la qual es van lliurar la majoria de premis, es va celebrar al proper Microsoft Theatre. Va ser la 16a cerimònia dels Grammy que es va celebrar al Staples Center, empatant amb el Shrine Auditorium de Los Angeles per acollir la majoria de cerimònies dels Grammy. També significà la data més tardana d'una cerimònia dels Grammy des dels de 2003, que es van celebrar el 23 de febrer.
A diferència d'anys anteriors, que es van celebrar en diumenge, l'edició de 2016 es va celebrar per primera vegada en dilluns per aprofitar el cap de setmana llarg de Dia dels Presidents. La cerimònia va ser televisada als Estats Units per CBS; per primera vegada, els afiliats de CBS a la costa oest i els territoris dels Estats Units fora de la regió continental, inclosos Hawaii i Alaska, van tenir l'opció d'emetre els Grammy en directe des del canal de la costa est, a més d'una segona emissió en hora de màxima audiència local.
Les nominacions per a la 58a cerimònia dels premis Grammy es van anunciar el 7 de desembre de 2015, tornant al format tradicional d'una conferència de premsa/comunicat immediata de tots els nominats en lloc de l'"esdeveniment de tot el dia", fet que la The Recording Academy i la CBS havien intentat durant els darrers anys. Kendrick Lamar va rebre la majoria de nominacions amb 11, i es va convertir en el raper amb més nominacions en una sola nit, i el segon en general darrere de Michael Jackson (12 nominacions el 1984). Taylor Swift i The Weeknd van rebre set nominacions cadascun. El productor Max Martin va rebre més nominacions per a un artista no intèrpret, amb sis. LL Cool J va ser el presentador per cinquè any consecutiu. Com a part d'una pausa comercial a l'emissió dels EUA pagada per Target, Gwen Stefani també va presentar un vídeo musical en directe pel seu nou senzill "Make Me Like You".
Kendrick Lamar va liderar els guanyadors amb cinc trofeus, inclòs el Millor Àlbum de Rap per To Pimp a Butterfly. Taylor Swift va guanyar tres premis, inclòs el Àlbum de l'Any per 1989, convertint-se en la primera artista femenina. per guanyar l'Àlbum de l'any dues vegades com a artista principal acreditat. Alabama Shakes també va guanyar tres, inclòs el Millor Àlbum de Música Alternativa per So i Color. Ed Sheeran va guanyar dos, inclòs el Cançó de l'Any per "Thinking Out Loud". "Uptown Funk" de Mark Ronson i Bruno Mars va guanyar el Disc de l'any i Meghan Trainor va guanyar per Millor Artista Novell.